# Hassan Youssef
Pour les articles homonymes, voir Hassan Youssef (acteur) et Youssef.
Ne doit pas être confondu avec Mosab Hassan Youssef.
Hassan Youssef, né le 14 avril 1955 al-Jania, près de Ramallah, est un religieux musulman et homme politique palestinien, cofondateur et dirigeant de l'organisation Hamas, reconnue terroriste par les États-Unis, le Canada, tous les États membres de Union européenne (dont la France), le Royaume-Uni, l'Australie, le Japon, Israël, l'Égypte (officiellement), le Paraguay, la Nouvelle-Zélande, le Honduras, et partiellement la Suisse et la Norvège.

## Biographie
Le cheikh Hassan Youssef est originaire du village d'al-Jania, près de Ramallah. Il a obtenu une maîtrise en doctrine islamique de l'université al-Qods.
En 2003, il participe au documentaire d'Oliver Stone sur le conflit israélo-palestinien, Persona non grata, en tant que porte-parole du Hamas, alors que les attentats de la Seconde intifada font rage. En septembre 2003, il est enfermé[Par qui ?] dans la prison centrale d'Ascalon, sans jugement, d'où il est relâché[pourquoi ?] en novembre 2004. Son fils Mosab dira plus tard dans son livre que cette arrestation avait été effectuée à sa[Qui ?] demande, pour lui éviter d'être assassiné.
Il est emprisonné[Par qui ?] en novembre 2005 avec 681 autres personnes, religieux, hommes politiques et hommes d'affaires, à la suite des élections locales et régionales[Où ?]. Il est élu député du Hamas lors des élections législatives palestiniennes de 2006, ayant été le candidat à recevoir le plus de voix. Son élection lui est annoncée alors qu'il est en prison.
Il a été libéré en 2011, avec plus de 1000 autres prisonniers palestiniens, en échange de la libération de l'otage israélien Gilad Shalit, à l'âge de 56 ans,.
En 2010, il renie son fils aîné Mosab Hassan Youssef après la publication de son livre, Le Prince vert, dans lequel il révèle avoir coopéré avec le Shin Beth (service de sécurité intérieure d'Israël) durant la seconde intifada afin de déjouer des attentats suicides,.
En juillet 2019, son plus jeune fils Suhib Hassan Yousef fait également défection en dénonçant, dans une interview sur une chaîne de télévision israélienne, la corruption du Hamas dont les cadres à l'étranger sont payés plus de 4 000 dollars par mois, vivent dans des hôtels ou immeubles de luxe, disposent de gardes du corps, de piscines, de cartes de membre des country clubs, et inscrivent leurs enfants dans des écoles privées,,.
Le 2 octobre 2020, Hassan Youssef est arrêté de nouveau par les forces de sécurité israéliennes à son domicile à Ramallah, pour avoir organisé une reprise des actions violentes du Hamas. Il avait été libéré en juillet 2020, après seize mois de détention à la prison d'Ofer.